# 109 km (rejon możajski)
109 km (ros. 109 км) – przystanek kolejowy w miejscowości Możajsk, w rejonie możajskim, w obwodzie moskiewskim, w Rosji. Położony jest na linii Moskwa – Mińsk – Brześć.